# OPALS
OPALS (Akronym für Orientation and Processing of Airborne Laser Scanning data) ist eine modular strukturierte Software zur Verarbeitung und Aufbereitung von Airborne Laserscanning (ALS) Datensätzen. Das Programm wurde am Institut für Photogrammetrie und Fernerkundung in der Abteilung Geodäsie und Geoinformation an der TU Wien entwickelt und im Jahr 2010 veröffentlicht.

## Anwendungsbereiche
Das generelle Ziel von OPALS ist es, eine lückenlose Datenverarbeitungskette für ALS Daten zu ermöglichen. OPALS ist somit eine Software für die Bearbeitung von Punktwolken. Diese Verarbeitungskette beinhaltet Wellenform-Dekomposition, Georeferenzierung, Qualitätskontrolle, Strukturlinien-Extraktion, Punktwolken-Klassifikation, die Erstellung von Geländemodellen und spezifische Anwendungsbereiche. Diese befinden sich überwiegend in der Geomorphologie, Forstwirtschaft, Hydrologie (v. a. Wasserwirtschaft), Stadtforschung (z. B. Modellierung) und Energiewirtschaft (z. B. Stromleitungen). Mittels Algorithmen werden beispielsweise automatische Ableitungen des Geländes (z. B. Hangneigung, Hangrichtung), Küstenlinien, einzelne Gebäude oder Bäume, Baumhöhen sowie weitere forstwirtschaftliche oder energiewirtschaftliche Parameter erhoben. OPALS ermöglicht die Bearbeitung von großen Datenvolumen. Dies erlaubt keine interaktive Dialogverarbeitung, sondern erfordert Stapelverarbeitung. Eine graphische Benutzeroberfläche ist somit nicht vorhanden.
OPALS bearbeitet die Punktwolken unter der Annahme eines kartesischen Koordinatensystems, was bedeutet, dass der Nutzer dies bereits beim Importieren der Daten zu berücksichtigen hat. Ebenfalls völlig dem Nutzer überlassen bleibt die Interpretation der Ergebnisse, welche stark von der Qualität der Eingangsdaten abhängen. Die automatische Protokollierung während des Arbeitsvorganges, welche eine Dokumentation des gesamten Arbeitsablaufes liefert, ist speziell für Monitoring-Anwendungsbereiche von großer Bedeutung, da die Arbeitsschritte der Datenverarbeitung zu einem späteren Zeitpunkt völlig übereinstimmen müssen, um einen exakten Vergleich zu gewährleisten.

## Aufbau der Software

### Überblick
Das Institut für Photogrammetrie und Fernerkundung an der TU Wien beschäftigt sich seit Mitte der 1990er mit der Verarbeitung von Airborne Laserscanning (ALS) Datensätzen. 2010 wurde die Software OPALS erstellt, davor wurde die DTM (Digitales Höhenmodell) Software SCOP++ entwickelt. OPALS liefert komplette Verarbeitungsschritte für ALS Datensätze und behandelt jene mittels mehrerer Module. Ausgewählte Module und deren Funktionen werden unten beispielhaft angeführt.

Hierbei kann die Eingabe mit OPALS auf drei verschiedene Weisen erfolgen:
1. Eingabeaufforderung/Kommandozeile in Windows
2. Python Shell
3. C++ Programm

### Module
OPALS beinhaltet verschiedene Module, die für verschiedene Anwendungen zum Einsatz kommen. Die einzelnen Module können wie Bausteine frei kombiniert werden und ermöglichen somit benutzerspezifisches Arbeiten. Zusätzlich stellt OPALS auch Packages zur Verfügung, welche bereits gruppierte Module für spezielle Anwendungsbereiche beinhalten.
Zu den Modulen gehören beispielsweise:
- Algebra: [9] Erzeugt mittels mathematischer Rechenoperationen einen neuen Rasterdatensatz aus der Kombinationen mehrerer Inputraster.
- Grid: [10] Erlaubt die Ableitung von digitalen Geländemodellen (DGM) mittels einfacher Interpolationstechniken wie nearest neighbour oder moving planes.
- StatFilter: [11] Ermöglicht die Anwendung verschiedener Filter unter Einbeziehung verschiedener geometrischer Nachbarschaftsbeziehungen (z. B. Glättung einer Rasteroberfläche).

Weitere wichtige Module sind Import, Shade, ZColor etc.

## Funktionsweise

### OPALS Datenverarbeitung
Der Datenverarbeitungsprozess in OPALS beginnt zunächst mit der Analyse der Rohdaten aus den ALS-Aufnahmen und einer daraus erfolgten Ableitung der 3D Punktwolken. Der Aufnahmepfad wird anhand des Aufnahmeechos und etwaig vorhandener GNSS- und IMU-Daten rekonstruiert und analysiert. Parallel dazu kann auch eine Georeferenzierung aller Aufnahmepunkte erfolgen. Ein anschließender Qualitätscheck überprüft unter anderem die vollständige Datenabdeckung sowie die minimale Distanz zwischen verschiedenen Punkten und analysiert, wie präzise die einzelnen Aufnahmen überlagert wurden. Aus der Qualitätskontrolle erwachsen wiederum neue 3D-Punktwolken, welche zu einer finalen Version erzeugt werden, jener Version, die die höchsten Qualitätskriterien erfüllt. Aus den so gewonnenen Daten können diverse relevante GIS-Produkte wie etwa digitale Geländemodelle oder TINs erzeugt werden.

### OPALS Datenmanager
Der OPALS Datenmanager (kurz ODM) ist die Kernkomponente von OPALS, welche es ermöglicht, sehr große Datenmengen aus ALS Datensätzen schnell und effizient zu verarbeiten. Hierbei können Punktmengen in der Größenordnung von 109 auf einmal bewältigt werden.

Zusätzlich werden aufgrund des räumlichen Index Ansatzes des Datenmanagers geometrische Daten separat voneinander behandelt. Punkte und komplexere Objekte werden jeweils in eigene räumliche Indizes aufgeteilt, welche die Verarbeitungsleistung zusätzlich erhöht. Punktdaten werden in einem sogenannten k-d-Baum indiziert, Polygondaten in einem R-Baum. Neben der räumlichen Indexstruktur bietet der ODM die Möglichkeit, beliebige Attribute einzelner geometrischer Objekte wie in einer Datenbank zu verwahren. Dabei werden Attribute unterschieden in:
- Vordefinierte Attribute (Attribute mit Semantik), welche einen fixen Namen und fixe Datentypen besitzen und
- Benutzerdefinierte Attribute (Attribute ohne Semantik), welche OPALS interne irrelevante Informationen oder nicht vordefinierte Attribute speichern.

Der OPALS Datenmanager verbindet die Einfachheit und Effizienz der dateibasierten Verarbeitung mit der Flexibilität und Erweiterbarkeit von Datenbanksystemen.

## Unterstützte Datenformate
OPALS unterstützt eine Vielzahl an Datenformaten (Vektor- und Rasterformate), welche in die Software eingelesen werden können.

### Unterstützte Vektorformate
Zu den kompatiblen Vektorformaten zählen unter anderem:
- LAS:[18] Hierbei handelt es sich um ein offenes binäres Datenformat der Amerikanischen Gesellschaft für Photogrammetrie und Fernerkundung[19], um 3D-Daten von Punktwolken abzubilden.
- SHP:[20] Ein Geodatenformat der Firma ESRI, welches aus mindestens drei Dateien besteht (Geometrie-, Sach- und Attributdaten).

Weitere unterstützte Vektordatenformate sind unter anderem WNP, XYZ, XYZ, SDW, FWF etc.

### Unterstützte Rasterformate
Zu den kompatiblen Rasterformaten zählen unter anderem:
- GeoTiff: Ein sogenanntes Tagged Image File Format, welches neben Bilddaten auch Daten über den Raumbezug besitzt.
- AAIGrid: Ein ASCII Datenformat als Arc/INFO Grid der Firma ESRI.
- JPEG: Ein Grafikformat.
- GIF: Ein Grafikformat.

Weitere unterstützte Rasterdatenformate sind unter anderem SCOP, USGSDEM, SDTS, ENVI, NITF, PNG, BMP etc.

## Weiterführende Literatur
Softwarekonzept:
- G. Mandlburger, J. Otepka, W. Karel, B. Wöhrer, W. Wagner, N. Pfeifer: OPALS (Orientation and Processing of Airborne Laser Scanning data) – Konzept und Anwendungsbeispiele einer wissenschaftlichen Laserscanning Software. In: G. Kohlhofer, M. Franzen (Hrsg.): Publikationen der Deutschen Gesellschaft für Photogrammetrie, Fernerkundung und Geoinformation e. V. Vorträge Dreiländertagung OVG, DGPF und SGPF. Wien 2010, S. 376–387.
- J. Otepka, G. Mandlburger, W. Karel: The OPALS data manager–efficient data management for processinglarge airborne laser scanning projects. In: ISPRS Annals of the Photogrammetry, Remote Sensing and Spatial Information Sciences. Volume 1–3, 2012, S. 153–159. doi:10.5194/isprsannals-I-3-153-2012
- N. Pfeifer, G. Mandlburger, J. Otepka, W. Karel: OPALS – A framework for Airborne Laser Scanning data analysis. In: Computers, Environment and Urban Systems. (45) 2013, S. 125–136. doi:10.1016/j.compenvurbsys.2013.11.002

Anwendungsfälle:
- L. Eysn, M. Hollaus, K. Schadauer, N. Pfeifer: Forest Delineation Based on Airborne LIDAR Data. In: Remote Sensing. 4(3) 2012, S. 762–783. doi:10.3390/rs4030762
- L. Eysn, N. Pfeifer, C. Ressl, M. Hollaus, A. Grafl, F. Morsdorf: A Practical Approach for Extracting Tree Models in Forest Environments Based on Equirectangular Projections of Terrestrial Laser Scans. In: Remote Sensing. 5(11) 2013, S. 5424–5448. doi:10.3390/rs5115424
- M. Harzhauser, A. Djuricic, O. Mandic, M. Zuschin, P. Dorninger, C. Nothegger, B. Székely, E. Puttonen, G. Molnár, N. Pfeiffer: Disentangling the history of complex multi-phased shell beds based on the analysis of 3D point cloud data. In: Palaeogeography, Palaeoclimatology, Palaeoecology. 437, 2015, S. 165–180. doi:10.1016/j.palaeo.2015.07.038
- B. Höfle, L. Griesbaum, M. Forbriger: GIS-Based Detection of Gullies in Terrestrial LiDAR Data of the Cerro Llamoca Peatland (Peru). In: Remote Sensing. 5(11), 2013, S. 5851–5870. doi:10.3390/rs5115851
- M. Hollaus, G. Mandlburger, N. Pfeifer, W. Mücke: Land cover dependent derivtaion of digital surface models from airborne laser scanning data. In: N. Paparoditis, M. Pierrot-Deseilligny, C. Mallet, O. Tournaire (Hrsg.): ISPRS Commission III Symposium. PCV 2010. Photogrammetric Computer Vision and Image Analysis. Saint-Mandé 2010, S. 221–226.
- G. Mandlburger, C. Hauer, B. Höfle, H. Habersack, N. Pfeifer: Optimisation of Lidar derived terrain models for river flow modelling. In: Hydrology and Earth System Sciences. 13, 2009, S. 1453–1466. doi:10.5194/hess-13-1453-2009